# نوئل ویدوت
نوئل ویدوت (انگلیسی: Noël Vidot؛ زادهٔ ۱۵ دسامبر ۱۹۶۲) بازیکن فوتبال اهل فرانسه است.
از باشگاه‌هایی که در آن بازی کرده‌است می‌توان به باشگاه فوتبال نیم المپیک، باشگاه فوتبال لو آور، و باشگاه فوتبال لو مان اشاره کرد.